# Günter Dreyer
Günter Dreyer (* 5. Oktober 1943 in Schwichteler; † 12. März 2019 in Valencia) war ein deutscher Ägyptologe und von 1998 bis 2008 erster Direktor der Abteilung Kairo des Deutschen Archäologischen Instituts.

## Leben
Günter Dreyer arbeitete zunächst als Chemielaborant. Danach studierte er von 1969 bis 1971 an der Universität Hamburg Assyriologie, Ägyptologie und Biblische Archäologie sowie von 1971 bis 1978 an der Freien Universität Berlin Ägyptologie, Assyriologie und Vorderasiatische Altertumskunde. Während des Studiums nahm er an Ausgrabungen in Kāmid el-Lōz im Libanon, am Totentempel Sethos’ I. in Qurna und auf Elephantine teil. 1978 wurde er mit einer Arbeit zum Thema Tempelweihgaben der Frühzeit und des Alten Reiches promoviert.
Zwischen 1978 und 1987 war Dreyer Referent in der Abteilung Kairo des Deutschen Archäologischen Instituts und nahm an Grabungen auf Elephantine, im Wadi Garawi und in Abydos teil. 1987 erhielt er ein Habilitationsstipendium der Deutschen Forschungsgemeinschaft und nahm einen Lehrauftrag an der FU Berlin an. Im Oktober 1989 wurde er 2. Direktor der Abteilung Kairo des Deutschen Archäologischen Instituts. Er war damit für die Redaktion der Veröffentlichung der Abteilung verantwortlich und übernahm auch die Leitung der Ausgrabungen in Abydos. 1997 erschien seine Habilitationsschrift Das prädynastische Königsgrab U-j in Abydos und seine frühen Schriftzeugnisse und er wurde Leiter der Grabungen auf Elephantine.
Im November 1998 wurde Dreyer 1. Direktor der Abteilung Kairo des Deutschen Archäologischen Instituts. Neben weiteren Arbeiten in Abydos leitete er auch Grabungen auf dem Steinbruch-Friedhof in Gizeh (2002/03) und an den Königsgräbern der 2. Dynastie in Sakkara (seit 2002). Im Jahr 2008 ging er in Pension, sein Nachfolger wurde Stephan Seidlmayer. Er arbeitete aber in den folgenden Jahren an seinen Grabungen und Forschungen weiter.

## Schriften (Auswahl)
- Der Tempel der Satet 1. Die Funde der Frühzeit und des Alten Reiches. 1986.
- Umm el-Qaab 1. Das prädynastische Königsgrab U-j und seine frühen Schriftzeugnisse (= Archäologische Veröffentlichungen des Deutschen Archäologischen Instituts Kairo. Band 86). von Zabern, Mainz 1998, ISBN 3-8053-2486-3.
- mit Daniel Polz (Hrsg.): Begegnung mit der Vergangenheit. 100 Jahre in Ägypten. Deutsches Archäologisches Institut Kairo. 1907–2007. 2007.